# What a Wonderful World
«What a Wonderful World!» (с англ. — «Как прекрасен мир!») — песня, написанная Бобом Тиэлом и Джорджем Вайсом в 1967 году. Впервые была записана и получила мировую известность в исполнении Луи Армстронга. В 1999 году «What a Wonderful World» в исполнении Армстронга была введена в Зал славы «Грэмми», как лучшая песня XX века. Часто называется в числе самых известных песен Луи Армстронга и самых любимых вообще среди всех песен.

## История песни
Песню написали в 1967 году Боб Тиэл (англ. Bob Thiele), продюсер, в прошлом глава Impulse Records, компании которая занималась записью и выпуском джаза, и Джордж Дэвид Вайс (англ. George David Weiss.), популярный композитор. Сначала песню предложили Тони Беннету, но тот отказался. Тогда ещё один продюсер, Арти Батлер, счёл, что песню можно предложить и Луи Армстронгу, который как раз работал тогда над новым альбомом. Армстронг согласился, Арти Батлер написал оркестровую аранжировку, и в середине августа 1967 года Тиэл, Вайс и Батлер прибыли в Лас-Вегас. Поздним вечером 15 августа 1967 года они собрались в Bill Porter’s United Studios вместе с оркестром и приступили к записи лишь в 2 часа после полуночи.
Однако запись сразу не заладилась. В то время запись проводилась вживую, без наложений, и требовала не одного дубля полного исполнения композиции. Дважды запись была испорчена гудком поезда Union Pacific, проходящего мимо студии. Затем к этому добавилось вмешательство Ларри Ньютона, главы ABC Records. Луи Армстронг незадолго до этого подписал контракт с этой компанией, и Ньютон прибыл в Лас-Вегас, для того, чтобы сделать несколько фотографий новой звезды компании. Но Ньютон, памятуя о недавнем грандиозном успехе Hello, Dolly!, ожидал от Армстронга чего-то подобного, и был, мягко говоря, не в восторге от медленной баллады. Поэтому он требовал прервать запись, после чего был выведен за пределы студии, но и там продолжал скандал. Атмосферу разрядил Армстронг, громко смеясь и заражая своим настроением присутствующих. К шести утра, наконец, музыканты добились требуемого результата. Оркестру и Армстронгу полагалась дополнительная плата за затянувшуюся запись, но Армстронг ограничился обычной ставкой в 250 долларов, с тем, чтобы музыканты получили оплату за сверхурочные.
Арти Батлер вспоминал, что после бессонной ночи все они отправились на завтрак, где Армстронг «взял меня за плечи, притянул к себе, поцеловал в макушку и сказал „Арти, это было настоящее удовольствие работать с тобой и смеяться с тобой. Давай будем делать больше“».
Ларри Ньютон между тем отомстил. Компания с его подачи совершенно не принимала участие в продвижении сингла, вышедшего в октябре 1967 года, и его продажи в США не превышали 1 000 экземпляров. Лишь в начале 1968 года ленту с записью передали британским партнёрам HMV, где сингл поступил в продажу в феврале 1968 года, и начав с 45 места в UK Singles Chart, к апрелю взлетел до первого места, где оставался в течение четырёх недель. Более того, сингл стал самым продаваемым синглом 1968 года в Британии, а Луи Армстронг, в возрасте 66 лет и 10 месяцев стал самым пожилым исполнителем, чья запись достигла первого места в хит-параде. Последний рекорд был побит только в 2009 году Томом Джонсом, который в 68-летнем возрасте вышел на вершину хит-парада с кавер-версией песни Islands in the Stream группы Bee Gees. Успех песни в Европе не оставил выбора ABC Records, которая в 1968 году выпустила в США альбом с одноимённым названием, но опять же, не занималась его продвижением, и альбом не попал в хит-парады. В Великобритании альбом был выпущен компанией Stateside Records и достиг 37 места в хит-параде альбомов.
Песня прошла ещё через несколько всплесков популярности. В 1978 году песня использовалась в культовой радиопостановке Би-би-си «Автостопом по галактике» и также звучала в одноимённой телевизионной постановке. В 1988 году песня звучала в фильме «Доброе утро, Вьетнам» (по фильму в 1965 году, за два года до записи). Успех фильма привёл к тому, что в феврале 1988 года песня была выпущена синглом и наконец-то получила популярность в США, достигнув 32 места в Billboard Hot 100. В 1995 году песня послужила саундтреком к фильму «12 обезьян», и была главной темой в первых пяти сериях ситкома «Дела семейные».
В 2001 году рэпперы Гостфейс Килла, Raekwon и The Alchemist выпустили песню «The Forest», которая начиналась с трёх строчек, адаптированных из песни «What a Wonderful World», имея в виду прекрасный мир с употреблением марихуаны. Собственник прав на песню «Abilene Music» обратилась с иском к рэперам и их звукозаписывающей компании Sony Music Entertainment, но иск был отклонен, поскольку суд счёл использование песни рэперами пародией.
Песня неоднократно исполнялась и записывалась различными певцами и певицами: Тони Беннетом несколько раз, в 2003 году вместе с k.d. lang, Селин Дион, Сарой Брайтман, Лесли Гарретт, Евой Кессиди, Израэлем Камакавивооле (1993), дуэтом Шейна Макгоуэна и Ника Кейва (1992), Рамоном Джоуи (2002), Кенни Джи (2004, саксофон, наложенный на оригинал), Coldplay (2001).
В исполнении Клиффа Ричарда в составе его медли Somewhere Over The Rainbow, песня достигла 11 места в хит-параде синглов Великобритании.
Особого внимания заслуживает работа Кэти Мелуа (2007, голос, наложенный на версию Евы Кессиди). Эта версия была выпущена синглом, который достиг 1 места в хит-параде синглов в Великобритании. Этот сингл был благотворительным и выпущен в поддержку Красного Креста. Для Евы Кессиди, в свою очередь, исполнение «What a Wonderful World» стало последним её публичным выступлением, сделанным за шесть недель до смерти, а альбом Songbird, на котором вышла версия Евы Кессиди, стал первым её альбомом, достигшим 1 места в хит-параде альбомов.

## О песне
Песня была выпущена в 1968 году, в том году, когда расовые волнения в США достигли апогея, беспорядки на расовой почве прокатились от Ньюарка до Детройта, охватив более 100 городов, имелась угроза еврейских погромов, был введён комендантский час; страна стояла на пороге гражданской войны.  К тому добавились протесты против войны во Вьетнаме. Профессор Питер Линг полагает, что еврейско-американский дуэт Вайса и Тиэла рассматривали Армстронга как «идеального посла восстановления межрасовых отношений между белыми типа них и афро-американским сообществом». Армстронг также чувствовал, что страна нуждалась в этой песне, что она будет вселять чувство надежды и оптимизма. На одном из выступлений Луи Армстронг предварил исполнение следующими словами:
Некоторые из вас, молодые люди, говорят мне «Эй, батя, о чём ты, какой прекрасный мир? А как насчёт всех этих войн повсюду, ты их тоже называешь прекрасными?…» Но как насчёт того, чтобы минутку послушать старого батю? Мне кажется, это не мир так плох, а то, что мы делаем с ним, и всё, что я хочу сказать: посмотри, что за прекрасный мир мог бы быть, если бы мы дали ему шанс. Любовь, детки, любовь. В этом весь секрет».
Оригинальный текст (англ.)“Some of you young folks been saying to me: ‘Hey, Pops – what do you mean, what a wonderful world? How about all them wars all over the place, you call them wonderful?’ …But how about listening to old Pops for a minute?  Seems to me it ain’t the world that’s so bad but what we’re doing to it, and all I’m saying is: see what a wonderful world it would be if only we’d give it a chance.  Love, baby, love.  That’s the secret…”
В 2012 году музыкальный критик газеты The Telegraph Нил Маккормик на вопрос о том, какую песню он считает самой счастливой за все времена, ответил:
…Мой голос, хотя это покажется почти слишком очевидным, отдан "What A Wonderful World" в исполнении Луи Армстронга. Это прекрасная льющаяся мелодия и простые, жизнеутверждающие стихи, но то, что делает песню такой сильной - это вокал Луи Армстронга, который не самодовольный или покровительственный; его голос такой старый и потрескавшийся, что в нём есть чувство утраты, горький оттенок человека, оглянувшегося назад, человека, который уже прожил долгую жизнь и остро осознаёт, как она драгоценна. Кажется, что в песне есть почти незаметная тень меланхолии, которая на самом деле очаровывает счастьем. Вы можете её поставить в любой ситуации и люди остановятся и будут улыбаться.    
Оригинальный текст (англ.)…My vote, although it seems almost too obvious, would go to ‘What A Wonderful World,’ performed by Louis Armstrong.  It’s got a beautiful rolling melody, and simple, life-affirming lyrics, but what makes it so powerful is Armstrong’s vocal, which is not smug or avuncular, his voice is so old and cracked that it contains a sense of loss within it, the bittersweet tinge of a man looking back, who has already lived a long life and is acutely aware of how precious it is.  So, curiously, it seems to me there is an almost invisible shadow of melancholia in the song that actually magnifies its happiness.  You can put that song on in any context, and people stop and smile.
Отмечается, что во многих семьях песня связана с важными семейными событиями. Она очень популярна на свадьбах, особенно в качестве музыки к медленному танцу отца невесты с невестой.

## Хит-парады и сертификация

### Позиции в чартах
| Чарт (1967/68)                     | Позиция |
| ---------------------------------- | ------- |
| Австралия                          | 29      |
| Австрия                            | 1       |
| Фландрия                           | 6       |
| Дания                              | 2       |
| Германия                           | 6       |
| Ирландия                           | 2       |
| Нидерланды                         | 15      |
| Новая Зеландия                     | 15      |
| Норвегия                           | 6       |
| Швейцария                          | 7       |
| Великобритания                     | 1       |
| США (Billboard)                    | 116     |
| США Adult Contemporary (Billboard) | 12      |

| Чарт (1976) | Позиция |
| ----------- | ------- |
| Италия      | 11      |

| Чарт (1988)                               | Позиция |
| ----------------------------------------- | ------- |
| Австралия                                 | 1       |
| Фландрия                                  | 7       |
| Бельгия                                   | 1       |
| Канада                                    | 13      |
| Ирландия                                  | 30      |
| Нидерланды                                | 5       |
| Новая Зеландия                            | 8       |
| Польша                                    | 22      |
| США (Billboard)                           | 32      |
| США Adult Contemporary (Billboard)        | 7       |
| США (Radio & Records)                     | 37      |
| США (Cashbox)                             | 37      |
| США (Rock on the Net - ARC Weekly Top 40) | 28      |

### Сертификации
| Регион        | Сертификаты |
| ------------- | ----------- |
| Италия (FIMI) | Золотой     |